# 伦根博斯特尔
伦根博斯特尔是德国下萨克森州的一个市镇。总面积5.08平方公里，总人口467人，其中男性247人，女性220人（2011年12月31日），人口密度92人/平方公里。